# 大羽快
大羽 快（おおば かい、1976年10月3日 - ）は、日本の漫画家。愛知県出身。男性。旧ペンネームは「原 淳」。

## 作品リスト

### 連載作品
- 奇笑天傑物語（『月刊少年ギャグ王』、全1巻）
- 殿といっしょ（『コミック戦国マガジン』[1]→『コミックフラッパー』2007年3月号 - 2017年5月号[4]、全11巻） - この作品からペンネーム改名[1]
- 新選組といっしょ（『月刊アクション』2021年7月号[5] - 2023年6月号[6]、全2巻）

### 読切作品
- ゴー！ゴー！レブン（『赤マルジャンプ1999年WINTER）
- 伊藤戦隊イトウレンジャー（『週刊少年ジャンプ』1999年11号） - 第49回赤塚賞佳作[要出典]
- 秘密会議みどりの会（『週刊少年ジャンプ』1999年45号）
- 鬼斬嵐ケンタロウ（『週刊少年ジャンプ』2001年40号）
- いけてる戦隊ごきげんジャー他（『週刊少年ジャンプ』2001年45号）
- イケてる戦隊ごきげんジャー（『週刊少年ジャンプ』2002年36号）
- 隼くんと御鷹くん（『週刊少年ジャンプ』2002年44号）
- グレ桃太郎（『週刊少年ジャンプ』2004年10号）

### その他
- ドラゴンクエスト4コママンガ劇場（スクウェア・エニックス刊）※中期 - 後期
- Jといっしょ（短編集、メディアファクトリー刊）